# Облога Мілета
Облога Мілета означає облогу та падіння міста Мілет під час кампанії Александра Македонського в імперії Ахеменідів проти персів у 334 році до нашої ери.

## Похід Александра на Мілет
Скориставшись потрясінням, спричиненим його перемогою під Граніком, Александр продовжив послідовну окупацію прибережних міст, щоб послабити силу перського флоту та безперешкодно просуватися вглиб країни. Його першою ціллю була Лідія і особливо Сарди, ключовий пункт для операцій Александра та вузол усіх основних доріг, що ведуть до азійських глибинок. Мітрін, охоронець акрополя в Сардах, негайно здав йому акрополь, навіть кинувшись йому назустріч, а Александр, після встановлення Павсанія захисником акрополя з охороною, що складалася з аргівян і Асандра, брата Парменіона, полководець Лідії, рушив до Іонії, зокрема, до Ефеса, який він знову захопив без бою, оскільки його гарнізон уже втік, коли йому повідомили, що Александр прибув. Увійшовши в Ефес, Александр припинив масові вбивства олігархів, відновив найдавнішу демократію в місті, віддавши Храму Артеміди податки, які до того часу платила Персії. Александр представлений тут як визволитель і захисник греків, оскільки його ставлення в Ефесі було високо оцінено, як принаймні розповідає нам Арріан,завдяки заходам, які він вжив для відновлення іонійських міст. З Ефеса Александр на прохання кількох послів, які прибули туди для здачі міст, доручив різним генералам звільнити багато еолійських та іонійських грецьких міст цієї країни, скасувати олігархії та податки, які вони платили варварам, і скрізь відновити демократію та закони Греції. Деякий час він спілкувався тут із великим художником Апеллісом, який написав його зображення, і, як розповідають Пліній та Еліан, це зображення з громовицею довгий час прикрашало Храм Артеміди.

## Облога Мілета
Потім він попрямував на південь до Мілета, а його флот обігнув скелястий півострів Мікалі. Тут командуючий гарнізоном Гегісарх вирішив чинити опір, сподіваючись на допомогу перського флоту, який складався з близько 400 фінікійських і кіпрських трієр. Перський флот був лише за кілька днів, і Мілет був оточений з трьох боків морем. Місто було поділено на зовнішній і внутрішній Мілет, оточене глибоким ровом і широкими стінами. Однак грецький флот  під керівництвом Ніканора зі 160 трієрами прибув до острова Ладіс трьома днями раніше, фактично заблокувавши найважливіший з чотирьох портів міста. Вчасно прибувши до Мілета, Александр сам зайняв зовнішнє місто і посилив Ладіс сильним гарнізоном. Набагато слабший за свого противника, союзний флот не наважився вступити в бій, але перешкодив його входу в порт. В результаті перський флот шукав якірної стоянки і встановив свою базу приблизно в 15 км. далеко від Мілета, під горою Микалі. Оскільки морський бій був неможливий, Александр вирішив розпочати сухопутну облогу.
У той самий момент олігарх Главкіпп запропонував Мілет як відкрите місто як для македонян, так і для персів. Іншими словами, це дозволяло вільне користування портами Мілета для обох, а також вільний в'їзд до міста. Александр категорично відхилив цю пропозицію і почав атаку. Його перші атаки були безрезультатними, але коли інженер запустив облогові машини, атака прийняла інший хід. Злива стріл і, можливо, каміння позбавила стіни їхніх захисників, тоді як облогові тарани швидко відкрили вузьку пролом у стіні. У той же час флот був створений для оборони перед входом у гавань, змусивши фінікійську та кіпрську трієри взяти на себе роль простих спостерігачів . У місті була паніка. Захист на стінах впав, і жителі Мілета навіть в останній момент запропонували здатися.
Той факт, що Мілет брав участь в Іонійській революції, врятував людей від найгіршого, хоча в місті був розміщений македонський гарнізон і були введені великі податки. Але військова сила була знищена під Босвортом, за винятком 300 грецьких найманців, які знайшли притулок на одному з острівців. Александр включив їх у свої сили, зробивши перший акт примирення з греками, які воювали на боці персів. Цей вчинок, на думку Гріна, був продиктований його військовими потребами. Тим часом переважаючий перський флот був повністю розчарований, оскільки, здавалося, практично не міг допомогти анітрохи. Навіть їхню базу в Мікале було нейтралізовано, коли Александр послав свою кавалерію та три батальйони піхоти, щоб перешкодити військам висадку. Брак води змусив перський флот плисти протоками до Самосу, де афінське духовенство дозволило йому поповнити запаси.

## Наслідки
Після завоювання Мілета Александр усвідомлює, що чим більше він розширюється до узбережжя Малої Азії, тим слабшою стає роль перського флоту, який залежить від постачання води та їжі з узбережжя, щоб залишатися функціональним у театри військових дій. Крім того, враховуючи фінансові втрати, яких зазнала матеріально-технічна підтримка 160 трієр, Александр вирішує восени 334 року розпустити свій флот, залишивши лише транспортні кораблі та 20 афінських. Пануючи також над Мілетом, Александр звернувся до Карії, де його прийняли майже як визволителя, щоб зберегти свою автономію, а потім до Галікарнасу.